# نادي الافراح الوهراني
قالب:معلومات نادي رياضي
نادي أفراح وهران، المعروف أيضًا باسم سي دي جيه، هو نادٍ جزائري متعدد الرياضات هاوٍ تأسس في 14 أبريل 1894 في حي الدرب بمدينة وهران.
قسم كرة القدم هو القسم الوحيد الموجود حاليًا، وكان أول قسم يتم إنشاؤه، حيث كان الفريق يلعب في ملعب إتيان غاي (حاليًا ملعب قدور قلوة) في غمبيطة يُعتبر هذا النادي أول نادٍ رياضي متعدد الرياضات يتم تأسيسه في الجزائر. تم إنشاء قسم كرة القدم في النادي بتاريخ 10 يوليو 1897 في كرة القدم. اختفت الأقسام الأخرى في عام 1962 مع رحيل المستوطنين الأوروبيين بعد استقلال الجزائر.